# Teherans universitet
Teherans universitet (pashto: دانشگاه تهران) är det äldsta och mest välrenommerade universitetet i Teheran. Med sina över 32 000 studenter och 1 500 lärare och forskare är det Irans största universitet.
Det moderna universitetet grundades 1934 under shahen Reza Pahlavi, men flera avdelningar kommer ursprungligen från en äldre institution, Dar ul-Funun, etablerad 1851.

## Personer
Kända alumner från universitetet är:
- Jalal Al-e Ahmad (1923-1969), författare
- Simin Behbahani (1927-2014), poet och medborgarrättskämpe
- Fatemeh Behboudi (född 1985), fotograf
- Shirin Ebadi (född 1947), fredspristagare, jurist och människorättsaktivist
- Abbas Kiarostami (1940-2016), filmregissör
- Hassan Ali Mansur (1923–1965), premiärminister 1964-1965
- Younan Nowzaradan (född 1944), iransk-amerikansk kirurg
- Shahrnush Parsipur (född 1946), författare
- Ezzatollah Sahabi (1930–2011), politiker och regimkritiker
- Shojaeddin Shafa (1918-2010), hovminister, litteraturvetare, journalist
- Ehsan Yarshater (1920-2018), iranist
- Lotfi Zadeh (1921-2017), upphovsman till "suddig logik"